# Môi trường của Ấn Độ

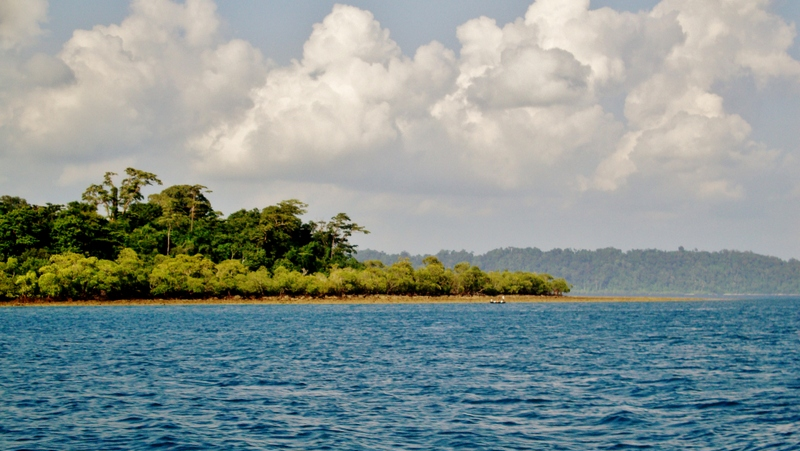
Quần đảo Andaman và Nicobar ở Ấn Độ Dương

Môi trường của Ấn Độ bao gồm một số khu sinh thái đa dạng sinh học bậc nhất thế giới. Trap Deccan, Đồng bằng sông Hằng, dãy Himalaya đều là những đặc điểm địa lý chính. Là một  quốc gia đang phát triển, quốc gia này phải đối mặt với các vấn đề rất nhức nhối đó chính là ô nhiễm môi trường và điều này càng dễ bị tổn thương hơn bởi tác động của biến đổi khí hậu. Ấn Độ có luật bảo vệ môi trường và là một trong những quốc gia đã ký hiệp ước Công ước Đa dạng Sinh học (CBD). Bộ Môi trường, Lâm nghiệp, Biến đổi khí hậu  cùng từng cục lâm nghiệp của ban lập kế hoạch để có thể thực hiện các chính sách môi trường trong cả nước.

## Đặc trưng

### Hệ sinh vật

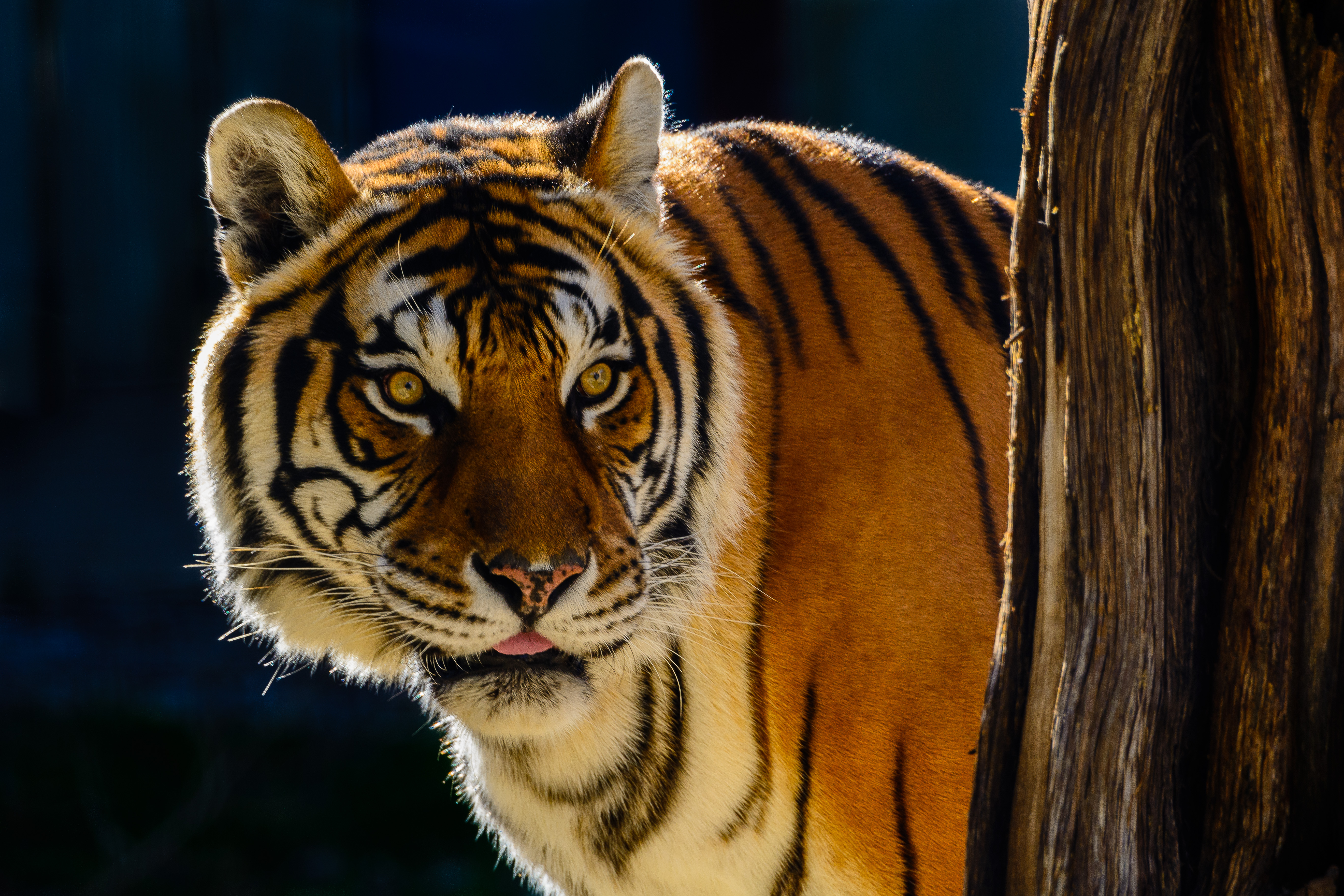
Con hổ Bengal. Cùng với các loài khác, Ấn Độ có nhiều loài mèo nhất so với bất kỳ quốc gia nào khác.

Ấn Độ có một số vùng sinh thái đa dạng sinh học bậc nhất thế giới — sa mạc, núi cao, cao nguyên, rừng nhiệt đới,cây ôn đới, đầm lầy, đồng bằng, đồng cỏ, các con sông lớn nhỏ cùng với một số đảo. Nó có ba điểm nóng đa dạng sinh học: Western Ghats, Himalayas, khu vực Indo-Burma. Những điểm nóng này có nhiều loài đặc hữu.
Vào năm 1992, khoảng 7.43.534   km 2 đất trong nước là rừng và 92% trong số đó thuộc về chính phủ. Chỉ có 22,7%  có rừng so với mức khuyến nghị, 33% của Nghị quyết Chính sách Lâm nghiệp Quốc gia (1952). Phần lớn trong số đó đều là những cây lá rộng rụng lá bao gồm 1/6 cây sala, 1/10 cây tếch. Các loại cây lá kim dễ dàng được tìm thấy ở các vùng cao phía bắc bao gồm cây thông, cây bách xù cùng cây khử mùi.
Có 350 loài động vật có vú, 375 loài bò sát, 130 loài lưỡng cư, 20.000 loài côn trùng, 19000 loài cá  và 1200 loài chim ở Ấn Độ. Sư tử châu Á, hổ Bengal, báo gấm là những kẻ săn mồi chính có tiếng trên thế giới, quốc gia này có nhiều loài mèo nhất. ☃☃ Voi, tê giác Ấn Độ, tám loài hươu cũng được tìm thấy.
Có hơn 17000 loài thực vật có hoa ở Ấn Độ, nó đã chiếm 6% tổng số loài thực vật trên thế giới. Ấn Độ còn chiếm 7% hệ thực vật trên thế giới. Khí hậu đa dạng ở Ấn Độ chính là điều kiện để làm nảy sinh ra nhiều loại thực vật phong phú trên thế giới nói chung, Ấn Độ nói riêng. Ấn Độ bao gồm hơn 45.000 loài thực vật, trong số đó có một số loài đặc hữu dành riêng cho khu vực. Ấn Độ được chia ra thành 8 vùng thực vật chính: Tây Bắc Himalaya, Đông Himalaya, Assam, đồng bằng Indus, đồng bằng Ganga, Deccan, Malabar và Andamans.

### Địa lý
Ấn Độ nằm trên mảng Ấn Độ, phần phía bắc của mảng Ấn-Úc, có lớp vỏ lục địa tạo nên tiểu lục địa Ấn Độ. Quốc gia này nằm ở phía bắc của đường xích đạo từ 8 ° 4 'đến 37 ° 6' vĩ độ bắc và 68 ° 7 'và 97 ° 25' kinh độ đông. Đây là quốc gia lớn thứ bảy trên thế giới, với tổng diện tích 3.287.263 kilômét vuông (1.269.219 dặm vuông Anh). Ấn Độ đo 3.214 km (1.997 mi) từ bắc đến nam và 2.933 km (1.822 mi) từ đông sang tây. Nó có đường biên giới đất liền là 15.200 km (9.445 mi) và đường bờ biển dài 7.517 km (4.671 mi). 

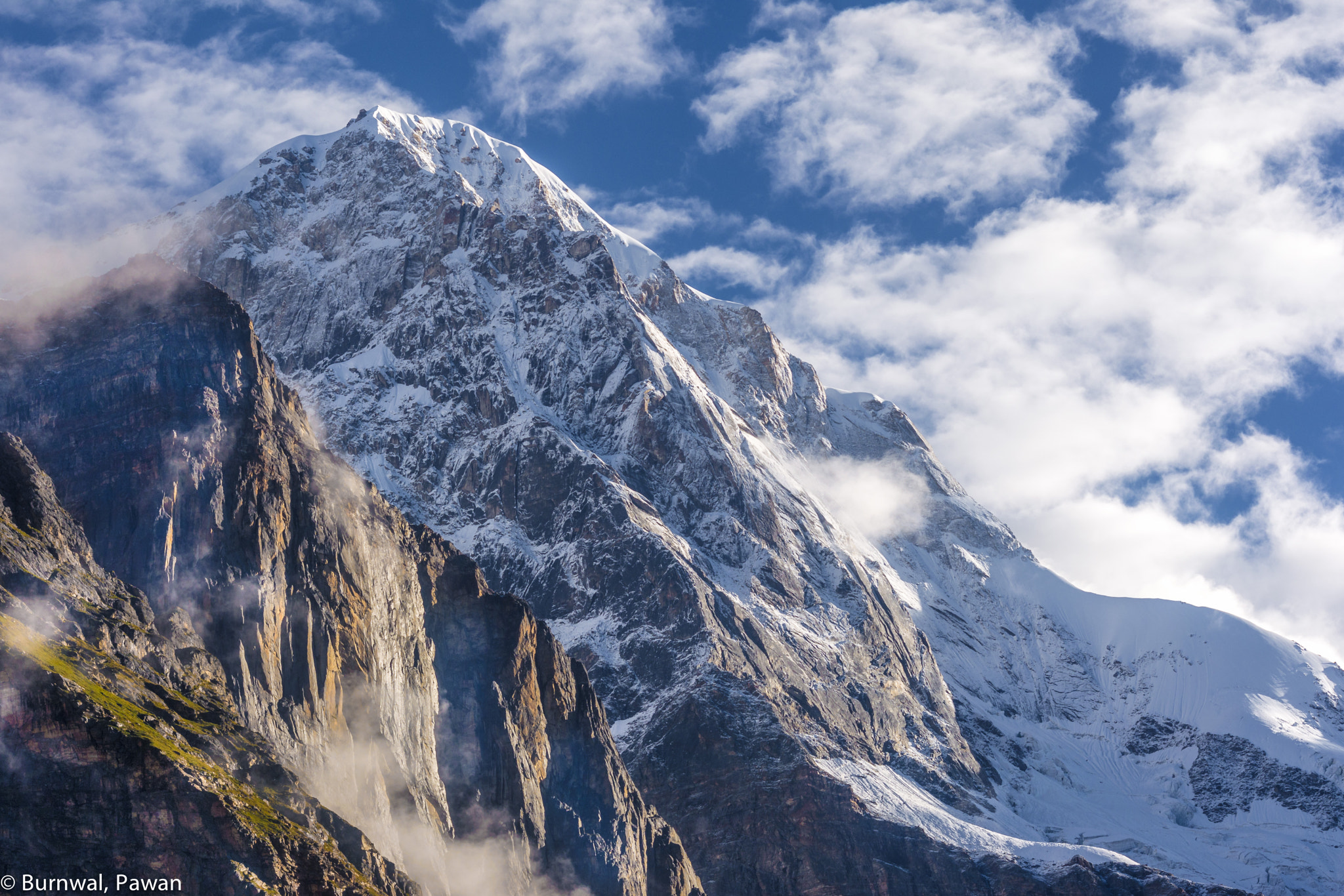
Sự hình thành của dãy Himalaya (hình) trong thời kỳ Eocen sớm khoảng 52 mya là nhân tố chính trong việc xác định khí hậu ngày nay của Ấn Độ; khí hậu toàn cầu và hóa học đại dương cũng có thể bị ảnh hưởng.

Mảng Ấn Độ và Âu-Á va chạm từ 40 đến 60 triệu năm trước theo bốn quan sát, thứ nhất là không có hồ sơ hóa thạch của động vật có vú ở Ấn Độ từ khoảng 50 triệu năm trước. Trên đường đi, mảng Ấn Độ đi qua điểm nóng Reunion dẫn đến các hoạt động của núi lửa và nó đã hình thành trap Deccan. Sự va chạm của nó với mảng Á-Âu đã dẫn đến sự trồi lên của dãy Himalaya và hoạt động kiến tạo liên tục khiến nó trở thành một khu vực dễ xảy ra động đất và điều này rất ảnh hưởng đến người dân sống ở khu vực này. Đồng bằng sông Hằng được hình thành do sự lắng đọng phù sa của sông Hằng và các phụ lưu của nó vào khu vực giữa dãy Himalaya và dãy Vindhya. Các thành tạo đá có thể được chia ra thành hệ Archaean, Proterozoi (hệ thống Dharwar), hệ thống Cuddupah, hệ thống Vindhyan, hệ thống Gondwana, Hệ thống Deccan, hệ thống Đệ tam, kỷ Pleistocen và các thành tạo gần đây.
Khí hậu bao gồm các điều kiện thời tiết trên địa lý rộng lớn, địa hình đa dạng, làm cho việc khái quát trở nên khó khăn hơn bao giờ hết. Với quy mô của Ấn Độ cùng với dãy Himalaya, biển Ả Rập, vịnh Bengal và Ấn Độ Dương, đã có nhiều sự thay đổi lớn về nhiệt độ và sự phân bố lượng mưa ở các khu vực. Dựa trên hệ thống Köppen, đây là nơi xem xét nhiệt độ trung bình hàng tháng, lượng mưa trung bình hàng tháng và lượng mưa trung bình hàng năm, Ấn Độ có sáu kiểu phụkhí hậu chính, từ sa mạc khô cằn ở khu vực phía tây, khu vực núi cao, sông băng ở phía bắc và ẩm ướt ở các vùng nhiệt đới hỗ trợ rừng mưa ở phía tây nam và các vùng lãnh thổ hải đảo. Nhiều vùng có vi khí hậu hoàn toàn khác nhau. Cục Khí tượng Ấn Độ chia ra thành bốn mùa: Mùa đông (giữa tháng 12 đến giữa tháng 3), mùa hè (giữa tháng 3 đến tháng 5), Mưa (tháng 6 đến tháng 9) và Gió mùa rút lui (tháng 10 đến giữa tháng 12).

## Vấn đề

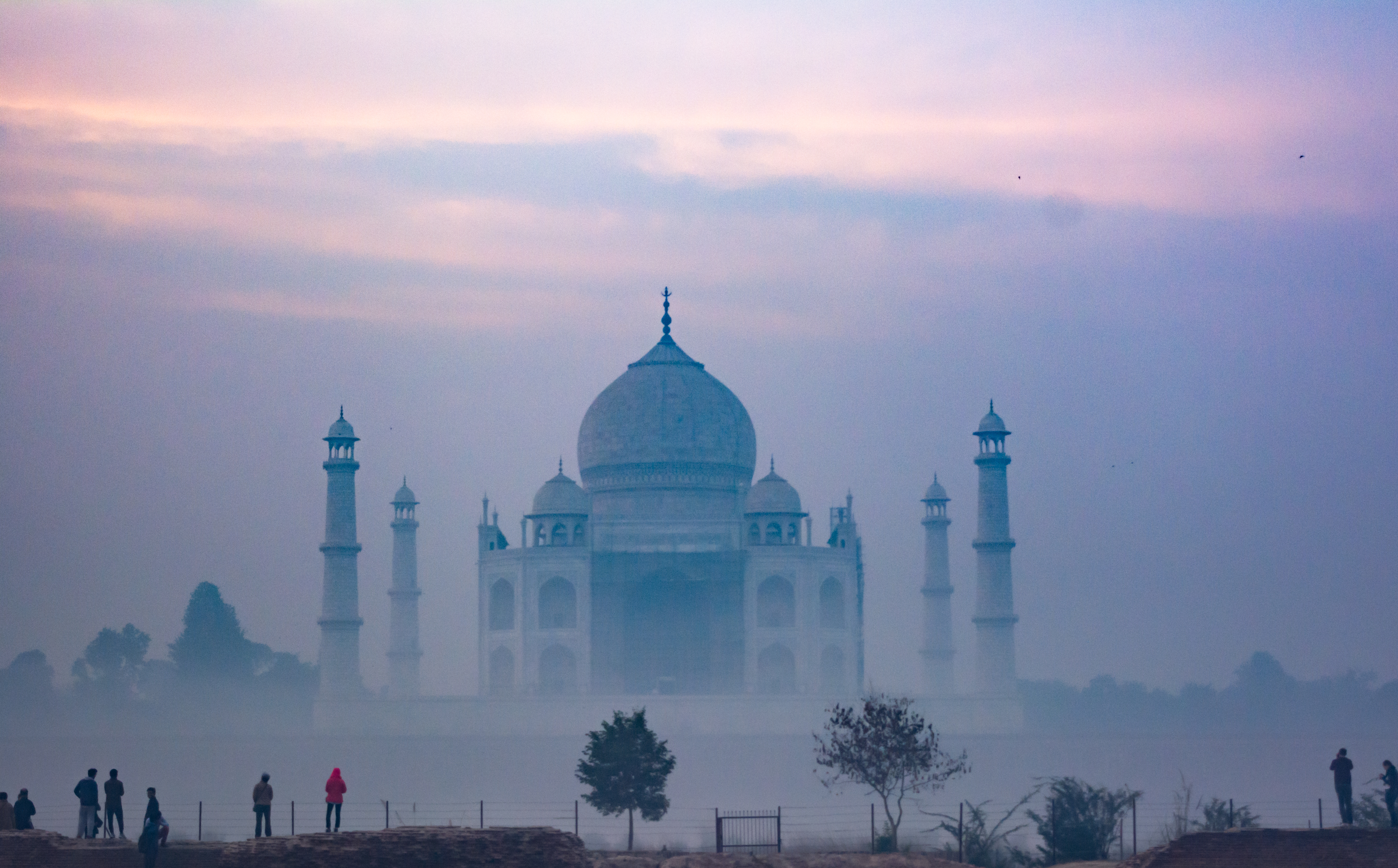
Ô nhiễm không khí ở Ấn Độ là một vấn đề môi trường lớn. Hình trên là Taj Mahal được bao phủ bởi sương khói.

- Ô nhiễm nguồn nước đang là mối quan tâm lớn của đất nước. Các nguồn ô nhiễm nước chính là nước thải sinh hoạt, công nghiệp, nông nghiệp và nước thải vận chuyển.[12] Nguồn ô nhiễm nước lớn nhất ở Ấn Độ là nước thải chưa qua xử lý. Các nguồn ô nhiễm khác bao gồm dòng chảy nông nghiệp và công nghiệp quy mô nhỏ không được kiểm soát. Hầu hết các sông, hồ và nước mặt đều bị ô nhiễm.
- Ô nhiễm đất: Các nguyên nhân chính gây nên ô nhiễm đất là do xói mòn đất, người dân đã sử dụng quá nhiều phân bón hóa học và thuốc trừ sâu, tích tụ chất thải rắn và lỏng, cháy rừng và ngập úng. Nó có thể được giảm thiểu bằng cách sử dụng hợp lý phân bón hóa học và thuốc trừ sâu và xử lý nước thải trước khi sử dụng để tưới tiêu.[13] Do dân số ngày càng tăng và việc tiêu thụ ngũ cốc được tăng cường, ngày càng có nhiều đất trồng trọt được tưới bằng nước mưa được đưa vào trồng trọt thâm canh bằng phương pháp tưới mặt đất và nước mặt. Đất được tưới tiêu mất dần độ phì nhiêu do chuyển thành đất kiềm mặn.
- Ô nhiễm không khí trong nước là một mối quan tâm khác. Một nguồn chính là chất thải ra từ quá trình đốt cháy nhiên liệu hóa thạch. Các hạt trong không khí như bồ hóng, khói và bụi có khả năng gây hại tùy thuộc vào cấu trúc hóa học và vật lý của chất ô nhiễm. Chúng có thể ảnh hưởng đến khí hậu và làm giảm sự tán xạ của bức xạ mặt trời trong khí quyển.[14]
- Ô nhiễm tiếng ồn: Đây có thể được định nghĩa là trạng thái khó chịu hoặc căng thẳng do âm thanh cường độ cao không mong muốn gây ra. Nó tăng lên tương ứng với đô thị hóa và công nghiệp hóa.[13]

### Khí hậu thay đổi
Là một quốc gia đang phát triển, Ấn Độ dễ bị tổn thương hơn trước tác động của biến đổi khí hậu do phụ thuộc vào các lĩnh vực nhạy cảm với khí hậu như nông nghiệp và lâm nghiệp. Thu nhập bình quân đầu người thấp và ngân sách công nhỏ cũng dẫn đến khả năng thích ứng tài chính thấp.  Quốc gia dễ bị tổn thương bởi các tác động kinh tế xã hội tức thời của biến đổi khí hậu. Một nghiên cứu năm 2002 chỉ ra rằng nhiệt độ trên cả nước tăng khoảng 0,57 ° mỗi 100 năm.
Cơ sở hạ tầng không đầy đủ cũng có nghĩa là con người tiếp xúc nhiều hơn và kém khả năng chống chịu với biến đổi khí hậu. Ví dụ, tính đến năm 2015, chỉ có 124 triệu người Ấn Độ được kết nối với hệ thống thoát nước và 297 triệu người vào bể tự hoại. Phần còn lại phụ thuộc vào hố xí hoặc đại tiện lộ thiên, điều này gây ra rủi ro lớn về dịch bệnh qua đường nước khi lũ lụt - sẽ trở nên thường xuyên và nghiêm trọng hơn khi biến đổi khí hậu. Những rủi ro này nghiêm trọng hơn ở các khu vực đô thị, nơi mật độ dân cư cao hơn có nghĩa là các lựa chọn cơ sở hạ tầng cơ bản có thể không đầy đủ. Ngoài ra, nhiều siêu đô thị của Ấn Độ nằm ở vùng đồng bằng và đồng bằng ngập lũ, do đó sẽ phải đối mặt với các hiểm họa khí hậu như mực nước biển dâng, triều cường và lốc xoáy.
Mặc dù Ấn Độ vẫn có thu nhập bình quân đầu người thấp nhưng nước này hiện là quốc gia phát thải khí nhà kính lớn thứ ba sau Trung Quốc và Mỹ. Chính phủ trung ương đã cam kết giảm mức độ phát thải của Tổng sản phẩm quốc nội xuống 20-25%, so với mức năm 2005, vào năm 2020. Ấn Độ cũng đã cam kết mở rộng nguồn cung cấp năng lượng tái tạo, nâng cao hiệu quả sử dụng năng lượng, xây dựng các phương tiện giao thông công cộng và các biện pháp khác để giảm lượng khí thải. Có bằng chứng cho thấy nhiều hành động khí hậu này có thể tạo ra những lợi ích đáng kể ngoài việc giảm lượng khí thải carbon của Ấn Độ. Nhiều biện pháp carbon thấp hấp dẫn về mặt kinh tế, bao gồm điều hòa không khí hiệu quả hơn, quản lý nhu cầu đỗ xe, khí hóa và tiêu chuẩn hoạt động của xe. Những người khác mang lại lợi ích xã hội: ví dụ, các thành phố của Ấn Độ có thể được cải thiện đáng kể về chất lượng không khí nếu quốc gia này thúc đẩy công nghệ năng lượng tái tạo thay vì nhiên liệu hóa thạch và đi bộ / đi xe đạp / giao thông công cộng thay vì phương tiện cá nhân.

## Sự bảo tồn

### Khu vực được bảo vệ
Năm 2009, khoảng 4,8% tổng diện tích của đất nước được coi là khu bảo tồn. Điều đó bao gồm 100 vườn quốc gia, 514 khu bảo tồn, 41 khu bảo tồn và bốn khu bảo tồn cộng đồng.
Trong Nguyên tắc Chỉ thị của Chính sách Nhà nước, Điều 48 nói rằng "nhà nước sẽ nỗ lực bảo vệ và cải thiện môi trường và bảo vệ rừng và động vật hoang dã của đất nước"; Điều 51-A quy định rằng "trách nhiệm của mọi công dân Ấn Độ là bảo vệ và cải thiện môi trường tự nhiên bao gồm rừng, hồ, sông và động vật hoang dã và có lòng trắc ẩn đối với các sinh vật sống." 
Ấn Độ là một trong những thành viên của hiệp ước Công ước Đa dạng Sinh học (CBD). Trước CBD, Ấn Độ có các luật khác nhau để quản lý môi trường. Đạo luật Bảo vệ Động vật Hoang dã của Ấn Độ năm 1972 đã bảo vệ sự đa dạng sinh học. Ngoài đạo luật này, chính phủ đã thông qua Đạo luật Môi trường (Bảo vệ) 1986 và Đạo luật Ngoại thương (Phát triển và Quy định) 1992 để kiểm soát đa dạng sinh học.

### Năng lượng tái tạo
Năng lượng tái tạo ở Ấn Độ thuộc phạm vi quản lý của Bộ Năng lượng Mới và Tái tạo. Ấn Độ là quốc gia đầu tiên trên thế giới thành lập Bộ Tài nguyên năng lượng phi thông thường vào đầu những năm 1980. Công suất năng lượng tái tạo tương tác lưới hoặc nối lưới tích lũy của nó (không bao gồm thủy điện lớn) đã đạt 33,8 GW, trong đó 66% đến từ gió, trong khi điện mặt trời đóng góp 4,59% cùng với năng lượng sinh khối và thủy điện.

## Chủ nghĩa môi trường
Năm 1973, chính phủ khởi động Dự án Tiger, một chương trình bảo tồn nhằm bảo vệ loài động vật quốc gia, loài hổ. Dân số của nó đạt mức thấp là 2000 vào năm 1970. Sự gia tăng dân số của con người, canh tác trên đất rừng và chủ yếu là săn bắn là những nhân tố chính dẫn đến sự suy giảm này. Được sự hỗ trợ của Quỹ Động vật Hoang dã Thế giới (WWF) và Liên minh Bảo tồn Thiên nhiên Quốc tế (IUCN), các nhà bảo tồn Ấn Độ đã có công trong việc yêu cầu chính phủ cấm săn bắn và dành các vườn quốc gia. Dự án Tiger tiếp tục đóng vai trò là mô hình bảo vệ các loài có nguy cơ tuyệt chủng như voi Ấn Độ, tê giác. Vào khoảng năm đó, sau một cuộc biểu tình tại một ngôi làng của người dân địa phương chống lại những kẻ khai thác gỗ do một công ty cử đến, bằng cách đe dọa ôm cây, những cuộc biểu tình tương tự đã được nổ ra, được gọi chung là Phong trào Chipko. Cùng năm, Ủy ban Quốc gia về Bảo vệ và Kiểm soát Môi trường được thành lập; năm 1980, bộ phận Môi trường, cuối cùng vào 5 năm sau Bộ Môi trường, Rừng và Biến đổi khí hậu được thành lập. Phong trào bảo vệ môi trường ở Ấn Độ bắt đầu từ những vụ việc này.  Nhà sử học Ramachandra Guha gọi Medha Patkar là "nhà hoạt động môi trường nổi tiếng nhất ở Ấn Độ đương đại".  Thời đại mới Ấn Độ quan tâm đến chất lượng không khí và nước, một số nhóm xã hội dân sự như Quỹ bảo vệ môi trường của Ấn Độ đã xây dựng một mô hình bảo tồn dựa vào cộng đồng thành công để hồi sinh các hồ trên khắp đất nước.

## Tổ chức
Bộ Môi trường, Rừng, Biến đổi khí hậu sau khi thông qua Cục Môi trường, các cục lâm nghiệp của tiểu bang cụ thể lập kế hoạch, thực hiện chính sách môi trường ở mỗi tiểu bang. Một số tổ chức môi trường cấp quốc gia (chính phủ, phi chính phủ) bao gồm:
- Ban cố vấn về năng lượng
- Hội Lịch sử Tự nhiên Bombay
- Ủy ban Lâm nghiệp Trung ương
- Cục các nguồn năng lượng phi thông thường
- Quỹ bảo vệ môi trường của Ấn Độ
- Trung tâm Nghiên cứu Chất độc Công nghiệp
- Viện Nghiên cứu Kỹ thuật Môi trường Quốc gia
- Ban phát triển sữa quốc gia
- Hệ thống quản lý tài nguyên thiên nhiên quốc gia
- Ủy ban quản lý đất ngập nước quốc gia
- Ban Kiểm soát Ô nhiễm Tiểu bang
- Viện nghiên cứu năng lượng Tata (TERI)
- Viện nghiên cứu độ mặn đất miền Trung

## Liên kết ngoại
- Bộ Môi trường & Rừng